# Temnothorax poeyi
Temnothorax poeyi is een mierensoort uit de onderfamilie van de Myrmicinae. De wetenschappelijke naam van de soort is voor het eerst geldig gepubliceerd in 1913 door William Morton Wheeler.